# I tre volti della paura
I tre volti della paura è un film a episodi del 1963, diretto da Mario Bava con lo pseudonimo di John Old.

## Trama
Il film è costituito da tre episodi del terrore, di cui due basati su racconti di famosi scrittori russi.

### Il telefono
L'episodio è falsamente attribuito nei titoli di testa a Maupassant, mentre alcune fonti riportano come autore un tale F.G. Snyder. Probabilmente la storia fu inventata da Bava stesso e/o dallo sceneggiatore Alberto Bevilacqua.
Una donna, Rosy, si trova da sola nella sua abitazione sul far della notte, quando comincia a essere perseguitata telefonicamente da un misterioso maniaco che la minaccia ripetutamente di morte.
Mary, reduce forse da una relazione con Rosy che quest'ultima ha voluto chiudere, vuole impaurirla facendole credere che il suo vecchio fidanzato Frank sia evaso dalla prigione, ed è quindi lei la persona che si cela dietro le fantomatiche telefonate del maniaco. Rosy chiama Mary (credendo che, come le dice il maniaco al telefono, chiamare la polizia sia inutile) per farle compagnia quella notte. Mary arriva, rimanendo sveglia durante il sonno di Rosy, dopo aver posizionato un coltello sotto il cuscino di quest'ultima. Mary decide poi di mettere fine allo "scherzo" scrivendo una lettera di spiegazioni a Rosy, ma viene sorpresa dall'effettivo arrivo di Frank, realmente evaso e desideroso di vendetta verso colei che lo ha abbandonato. Frank strangola Mary scambiandola per Rosy, ma viene ucciso da Rosy stessa, svegliatasi nel frattempo, con il coltello che Mary aveva nascosto sotto il cuscino.

### I Wurdulak
Tratto da un racconto di Aleksej Konstantinovič Tolstoj (Sem'ja vurdalaka, 1839), l'episodio narra della terribile sorte che incombe su una famiglia vittima di una forma di vampirismo.
Un nobile russo, Vladimir D'Urfe, si imbatte in un cadavere acefalo con un pugnale intarsiato conficcato nella schiena. Vladimir carica il corpo sul suo cavallo e raggiunge una piccola casa vicina, ove vivono i fratelli Sdenka, Pietro e Giorgio, la moglie di quest'ultimo Maria e il figlioletto Ivan. Giorgio spiega che suo padre Gorca (interpretato da Boris Karloff) è partito cinque giorni prima per uccidere un wurdalak turco che terrorizzava la zona, ordinando di trafiggergli il cuore se fosse tornato dopo la mezzanotte del quinto giorno.
La mezzanotte suona e Gorca rientra giusto un attimo dopo, accolto dai titubanti familiari. Egli porta con sé la testa del wurdalak, che fa appendere come prova della sua vittoria. Il vecchio manifesta un comportamento insolito e ambiguo e ordina a Giorgio di uccidere uno dei suoi cani per farlo smettere di ululare. Vladimir decide di fermarsi e rivela a Sdenka il suo amore per lei. Di notte riceve la visita di Gorca, che è diventato in realtà un wurdalak, poiché ferito al cuore dal turco; il vampiro blocca Vladimir dentro alla stanza, uccide Pietro e rapisce Ivan.
Giorgio insegue Gorca, ma può solo recuperare il cadavere di Ivan. Vladimir decide di fuggire con Sdenka, mentre Giorgio e la moglie periscono tramutandosi in wurdalak. Nel finale Vladimir e Sdenka si fermano in un convento e la ragazza viene trasformata in wurdalak da Gorca. Vladimir torna alla magione e viene morso sul collo da Sdenka.

### La goccia d'acqua
In questo episodio tratto da un racconto di Anton Čechov, una donna andrà incontro a uno spaventoso destino, per aver rubato l'anello di una medium appena morta.
Helen Chester, donna di servizio addetta alla vestizione di cadaveri, viene chiamata d'urgenza per vestire il cadavere di una medium deceduta durante una seduta spiritica e con il volto contratto in una smorfia d'orrore. La Chester decide di rubare, durante la vestizione, un prezioso anello della medium; da allora iniziano a verificarsi fenomeni paranormali (presenza di mosche e tafani, gocce d'acqua che cadono ovunque, cali di tensione negli impianti elettrici). La donna muore infine per autosoffocamento, in seguito all'apparizione dello spirito della medium. Nel finale una vicina di casa ruba l'anello, condannandosi a essere perseguitata dallo spirito di Helen Chester.

## Produzione
La produzione del film fu una collaborazione internazionale tra tre case di produzione: Galatea Film, American International Pictures (AIP) e Societé Cinématographique Lyre. Galatea scelse l'attrice Susy Andersen e mantenne Mario Bava come regista, avendo già diretto per loro film come La maschera del demonio. AIP assicurò la partecipazione di Boris Karloff e Mark Damon, mentre Lyre ingaggiò Michèle Mercier e Jacqueline Pierreux (accreditata come "Jacqueline Soussard" nelle versioni americane). Mercier aveva già lavorato con Bava nel film Le meraviglie di Aladino (1961), dove Bava aveva diretto la seconda unità.
La sceneggiatura è attribuita a Mario Bava, Alberto Bevilacqua e Marcello Fondato. I titoli di apertura indicano le storie come basate su The Drop of Water di Anton Čechov, The Telephone di F.G. Snyder e Sem'ja vurdalaka di Aleksej Tolstoj. Successivamente, Bava rivendicò la paternità della storia originale di The Drop of Water, ma il critico italiano Antonio Bruschini ne rintracciò le origini in un racconto intitolato Dalle tre alle tre e mezzo, incluso in un'antologia del 1960 intitolata Storie di fantasmi.
Le riprese si svolsero tra febbraio e marzo 1963, subito dopo la produzione di La ragazza che sapeva troppo. Questo film è stato descritto come uno dei primi tentativi di Bava nel genere giallo, caratterizzato da misteri di omicidio con elementi visivi stilizzati, musica flamboyante e violenza.

## Distribuzione

### Versioni
La versione destinata al mercato statunitense differisce da quella italiana. Le differenze sono significative in particolar modo nell'ordine differente degli episodi e nella struttura dell'episodio Il telefono, in cui il chiaro riferimento al rapporto lesbo delle due protagoniste alle anteprime americane fu considerato troppo esplicito in termini di erotismo, per cui la vicenda fu convertita in una storia di fantasmi, offuscando e rendendo in tal modo poco chiara la natura del rapporto fra le due donne.
La versione statunitense, inoltre, vede una presenza maggiore di Boris Karloff che introduce ogni episodio.

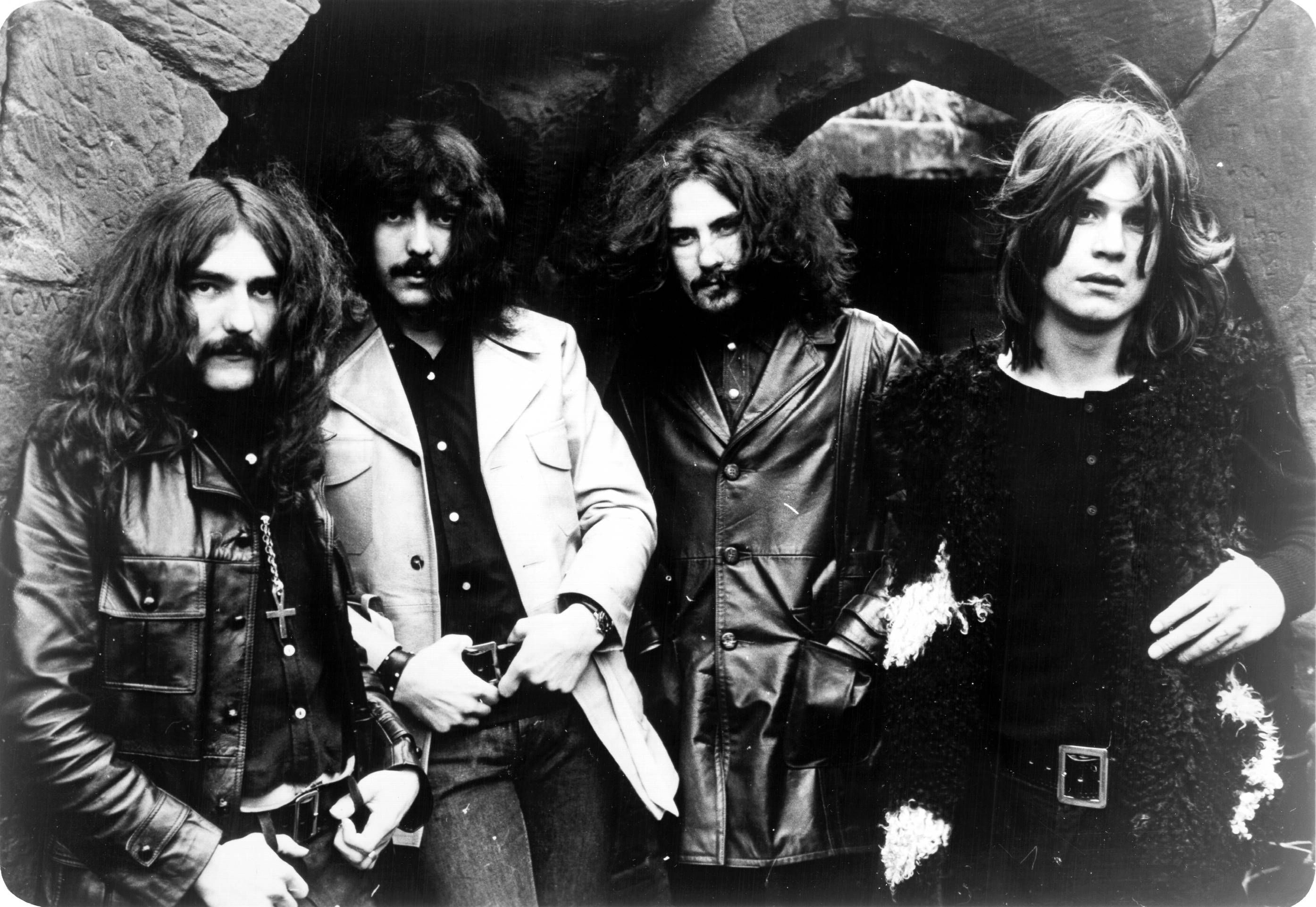
La band Black Sabbath prende il nome dal titolo inglese del film

## Influenza culturale
Distribuito all'estero con il titolo in lingua inglese Black Sabbath (in origine The Fear), ha ispirato il nome dell'omonima band heavy metal inglese, che lo prese proprio da questo film.
La struttura della trama ha influenzato Quentin Tarantino nella realizzazione di Pulp Fiction e Roman Polański per L'inquilino del terzo piano.

## Accoglienza
I tre volti della paura non ebbe particolare successo al botteghino, incassando circa 103,5 milioni di lire italiane, che non gli permisero di rientrare nei costi di produzione. Negli Stati Uniti, Black Sabbath fu solo un modesto successo, guadagnando poco più che la metà del precedente La maschera del demonio.